# Alone, Pt. II
Alone, Pt. II è un singolo del DJ norvegese Alan Walker e della cantante statunitense Ava Max, pubblicato il 27 dicembre 2019. È il seguito del singolo di Walker Alone del 2016.

## Pubblicazione
I due artisti hanno entrambi annunciato il singolo il 24 dicembre 2019 sui loro profili Instagram. Il DJ ha in seguito pubblicato un'anteprima su YouTube.

## Video musicale
Il video musicale, diretto da Kristian Berg, è stato reso disponibile tramite il canale YouTube del DJ e girato tra il 2 e il 10 aprile 2019 nella provincia di Quang Binh in Vietnam. Esso è considerato il sequel del video di On My Way, singolo del 2019 di Walker inciso con Sabrina Carpenter e Farruko.
Un secondo video, diretto nuovamente da Kristian Berg e girato al castello di Fontainebleau in Francia, è stato pubblicato il 17 febbraio 2020.

## Tracce
Testi e musiche di Alan Walker, Markus Arnbekk, Carl Hovind, Fredrik Borch Olsen, Gunnar Greve, Alexander Standal Pavelich, Amanda Koci, Halvor Folstad, Dag Holtan-Hartwig, Erik Smaaland, Moa Pettersson Hammar e Øyvind Sauvik.
1. Alone, Pt. II – 2:59

## Formazione
Musicisti
- Ava Max – voce
- Alan Walker – programmazione
- Cirkut – cori
- Markus Arnbekk – cori, chitarra, programmazione
- Carl Hovind – programmazione
- Alexander Standal Pavelich – chitarra
- Erik Smaaland – programmazione
- Big Fred – programmazione

Produzione
- Gunnar Greve – produzione esecutiva
- Jakob Emtestam – produzione esecutiva
- Alan Walker – produzione
- Cirkut – co-produzione, produzione vocale
- Markus Arnbekk – co-produzione
- Carl Hovind – co-produzione
- Big Fred – co-produzione
- Sören von Malmborg – mastering, missaggio

## Classifiche

### Classifiche settimanali
| Classifica (2020) | Posizione massima |
| ----------------- | ----------------- |
| Austria           | 50                |
| Belgio (Fiandre)  | 8                 |
| Belgio (Vallonia) | 7                 |
| Croazia           | 26                |
| Finlandia         | 18                |
| Francia           | 68                |
| Germania          | 47                |
| Grecia            | 95                |
| Libano            | 12                |
| Lituania          | 70                |
| Norvegia          | 4                 |
| Paesi Bassi       | 15                |
| Polonia           | 4                 |
| Romania           | 3                 |
| Svezia            | 25                |
| Svizzera          | 47                |

### Classifiche di fine anno
| Classifica (2020) | Posizione |
| ----------------- | --------- |
| Belgio (Fiandre)  | 26        |
| Belgio (Vallonia) | 25        |
| Norvegia          | 33        |
| Paesi Bassi       | 44        |
| Polonia           | 27        |
| Romania           | 14        |